# Paradise Residence
Paradise Residence est une série manga de Kōsuke Fujishima composée de 4 tomes publiés au Japon de février 2015 à mars 2016 par Kōdansha. La version française est publiée par Pika Édition entre février et septembre 2021.

## Synopsis
Hatsune est une des résidentes du dortoir no 1 du lycée Kitsuka, situé au sommet d’une colline. L’endroit est un peu délabré, loin du luxe ostentatoire du fameux dortoir no 2.
Malgré un tempérament des plus énergiques et un don pour les sports en tout genre, Hatsune mène un véritable combat pour arriver à se réveiller chaque matin. Une bataille perdue d’avance, malgré ses camarades de chambrée qui usent des moyens les plus radicaux pour la forcer à se lever.
Entourée de ses camarades toutes plus originales les unes que les autres, Hatsune s’embarque dans tous genres d’aventures : engloutir le plus de flan possible, réussir à apprivoiser le chien du voisin, faire face à un typhon, nettoyer la piscine du lycée transformée en marécage par la tempête, organiser un week-end au bord de l’océan. Le tout en ayant essayant d’obtenir des notes passables, en répondant aux sollicitations des clubs de sport du lycée et en gérant sa rivalité avec le dortoir no 2 et Nyûtabaru.

## Production
Il a d'abord été publié en série dans le magazine Good ! Afternoon de Kōdansha à partir de son premier numéro le 7 novembre 2008. Depuis, il a pris la forme d'une série irrégulière qui a été publiée par intermittence, et a été pratiquement en hiatus à partir du numéro 21.
En 2014, le manga passe au magazine Monthly Afternoon. En échange de l'achèvement de Ah! My Goddess dans le numéro de juin de la même année, la série reprend dans le numéro de juillet de la même année. Un livret spécial contenant un total de huit histoires publiées dans Good ! Afternoon est inclus avec le transfert), qui s'est achevé dans le numéro de mars 2016. En outre, il s'agissait d'un feuilleton mensuel régulier dans Monthly Afternoon.